# William Mauldin
William Lawrence Mauldin (* 13. Juni 1845 in Greenville, South Carolina; † 13. August 1912 ebenda) war ein US-amerikanischer Politiker. Zwischen 1886 und 1890 war er Vizegouverneur des Bundesstaates South Carolina.

## Werdegang
William Mauldin besuchte die Col. Stephen Lee’s Academy in Asheville (North Carolina) und die Furman University in seiner Heimatstadt Greenville. Seine Ausbildung war durch die Zeit des Bürgerkrieges unterbrochen, an dem er mit einer Unterbrechung von November 1862 bis Juli 1863 als Soldat im Heer der Konföderation teilnahm. Anschließend beendete er seine Ausbildung und machte eine Lehre im Apothekergeschäft, in dem er für einige Zeit als Drug Clerk arbeitete. Dann wurde er in der Landwirtschaft tätig und betrieb zwei erfolgreiche Farmen. Später stieg er auch in das Eisenbahngeschäft ein. Er war am Aufbau der Eisenbahngesellschaft Greenville & Laurens Railroad beteiligt und wurde dann deren Präsident.
Politisch schloss sich Mauldin der Demokratischen Partei an. Zwischen 1878 und 1886 war er deren Bezirksvorsitzender in seiner Heimat. Er saß im Stadtrat von Greenville und war von 1877 bis 1879 Bürgermeister dieser Stadt. In den Jahren 1882 und 1883 sowie von 1899 bis 1900 gehörte er dem Repräsentantenhaus von South Carolina an. Von 1883 bis 1886 sowie nochmals von 1902 bis 1912 war er Mitglied des Staatssenats, als dessen amtierender Präsident (President Pro Tempore) er seit 1909 fungierte. Im Jahr 1886 wurde Mauldin an der Seite von John Peter Richardson zum Vizegouverneur von South Carolina gewählt. Dieses Amt bekleidete er nach einer Wiederwahl zwischen 1886 und 1890. Dabei war er Stellvertreter des Gouverneurs und formaler Vorsitzender des Staatssenats. Er starb am 13. August 1912 in seiner Heimatstadt Greenville.